# Rudi Wach
Pour les articles homonymes, voir Wach.
Rudi Wach (né le 22 novembre 1934 à Hall en Tyrol) est un peintre et sculpteur autrichien.

## Biographie
Rudolf Wach grandit à Thaur et va à la Bundesgewerbeschule Innsbruck où il a comme professeur Hans Pontiller. Il fait des études à l'académie des beaux-arts de Brera auprès de Marino Marini. Il oriente son style vers ceux de Hans Pontiller et des amis de son professeur, Alberto Giacometti et Mario Negri. En 1955, il s'installe à Milan pour le marbre de Pietrasanta.
Un rôle majeur dans son travail est la christologie et la relation entre l'homme et les animaux. Dans les années 1970, il se met au dessin.
Une sculpture de la crucifixion du Christ destiné au pont de l'Inn d'Innsbruck est retiré en 1986 à cause des protestations du côté catholique, puisque Wach dépeint le Christ sans un pagne. Elle est installée en 2007 par la volonté de la maire Hilde Zach.